# Коефіцієнт розпушення
Коефіцієнт розпушення (рос. коэффициент разрыхления, англ. loosening factor, нім. Auflockerungsfaktor m, Auflockerungsgrad m) – 
- 1) Відношення об’єму гірської породи у розпушеному (насипному) вигляді до її об’єму у масиві. Розрізняють К.р.г.п. у вільному насипанні, після відбивання у затисненому середовищі (в рудних блоках), після ущільнення (гравітаційного, вібраційного) та у рухомому потоці подрібненої маси.

Значення коефіцієнта розпушення для даного блоку гірської породи знаходять дослідним шляхом. Для цього за даними маркшейдерської зйомки блоку визначають об’єм блоку в масиві (до вибуху) і об’єм висаджених порід блоку (після вибуху) і, розділивши друге на перше, одержують шукане значення коефіцієнта.
Таблиця. 	
- 2) Характеристика сипучої маси, шару робочої постелі у відсаджувальній машині або завису твердих часток у робочому середовищі збагачувального апарата, яка визначається співвідношенням об’єму проміжків між твердими частинками до загального об’єму системи. Так, якщо тверда фаза займає об’єм Vт у загальному об’ємі Vо, то К.р. складає:

θ = (Vо - Vт)/Vо.
К.р. є важливим параметром для аналізу процесів, що відбуваються в апаратах гравітаційного збагачення.